# استیون آکرز
استیون آکرز (انگلیسی: Stephen Akers؛ زادهٔ ۲۰ سپتامبر ۱۹۸۸) بازیکن فوتبال اهل بریتانیا است.
از باشگاه‌هایی که در آن بازی کرده‌است می‌توان به باشگاه فوتبال هاکنال تاون و باشگاه فوتبال نوتس کانتی اشاره کرد.